# Олександр Охрименко (рятувальне судно)
Рятувальний корабель «Олександр Охрименко» (A500, раніше — «Свєтломор-4») — багатоцільовий аварійно-рятувальний корабель ВМС України.

## Історія
Аварійно-рятувальне судно проекту 2262 «Олександр Охрименко» було побудоване на сінгапурській судноверфі Keppel Fels для СРСР. Спуск на воду відбувся у 1987 році як «Свєтломор-4».
Наприкінці 1992 року було зараховане до складу експедиційного загону аварійно-рятувальних і підводно-технічних робіт Чорноморського морського пароплавства, а в 2012 році отримало нове ім'я «Олександр Охрименко» і перейшло до складу Морської аварійно-рятувальної служби (МАРС). Пізніше судно передали в розпорядження Адміністрації морських портів України.
ДП «Адміністрація морських портів України» 11 квітня 2016 за результатами тендеру замовила ТОВ «Міленіум Меритайм» ремонт багатофункціонального судна «Олександр Охрименко» за 48,78 млн грн. Мали бути відремонтовані суднові технічні засоби та корпусні конструкції судна. Виконані докові, корпусні, механічні, електротехнічні і радіонавігаційні частини робіт, а також швартовні та ходові випробування.
У 2016 році АМПУ провела тендер по визначенню підрядника ремонту судна. Перемогла компанія ТОВ «Міленіум Меритайм», яка зобов'язалася відремонтувати його за 49 млн грн. Після завершення ремонту АМПУ перерахувало гроші, але не всі — кілька мільйонів «зникли».
29 серпня 2017 року департамент з розслідування особливо важливих справ у сфері економіки Генеральної прокуратури України та Головне управління контррозвідки СБУ заявили про початок досудового розслідування за фактом заволодіння та розтрати державних коштів в особливо великих розмірах. Відповідальність за це діяння передбачено частиною 5 статті 191 КК України. В результаті судно було заарештовано.

### Служба
21 грудня 2018 року Солом'янський суд Києва зняв арешт з судна, оскільки почався процес передачі судна до ВМСУ. Зі слів командувача ВМС Ігора Воронченка «Олександр Охрименко» зможе замінити собою одразу 4 старих судна забезпечення, що відслужили свій термін.
Восени 2018 року стало відомо про заплановану передачу корабля до ВМС України де він служитиме водолазною базою.
У червні 2019 у ЗМІ з'явилась інформація, що Міністерство інфраструктури тривалий час затягує передачу аварійно-рятувального судна «Олександр Охрименко» на баланс ВМС України. МІУ отримало лист від Міноборони у січні 2019 року, який довгий час так і залишався без офіційної відповіді, попри попередні домовленості на всіх рівнях. Інші відомства розуміли важливість вказаного судна і оперативно виконали свою частину роботи в цьому ділі.
В кінці серпня 2019 року Міністерство інфраструктури України в останні дні перебування на посаді Володимира Омеляна передало Військово-Морським Силам Збройних Сил України пошуково-рятувальне судно «Олександр Охрименко» з розпорядження Адміністрації морських портів України. Одразу після передачі ВМС України провели відкритий конкурс на заміщення вакантних посад на судні, з широкою публікацією умов проходження служби та оплати кожної конкретної посади в ЗМІ, зокрема й на сторінках соцмереж, було організовано екскурсії на борт судна. 30 вересня судно прийшло з Южного до Одеси. На момент передачі судна воно стало другим у складі ВМС України, здатним виходити у відкритий океан та проводити там операції, поруч з фрегатом «Гетьман Сагайдачний». Одразу після передачі судна зі складу ВМС було списано старих 4 допоміжних судна, як і було заплановано раніше, «Олександр Охріменко» з лишком перекрив потенціал списаних суден.

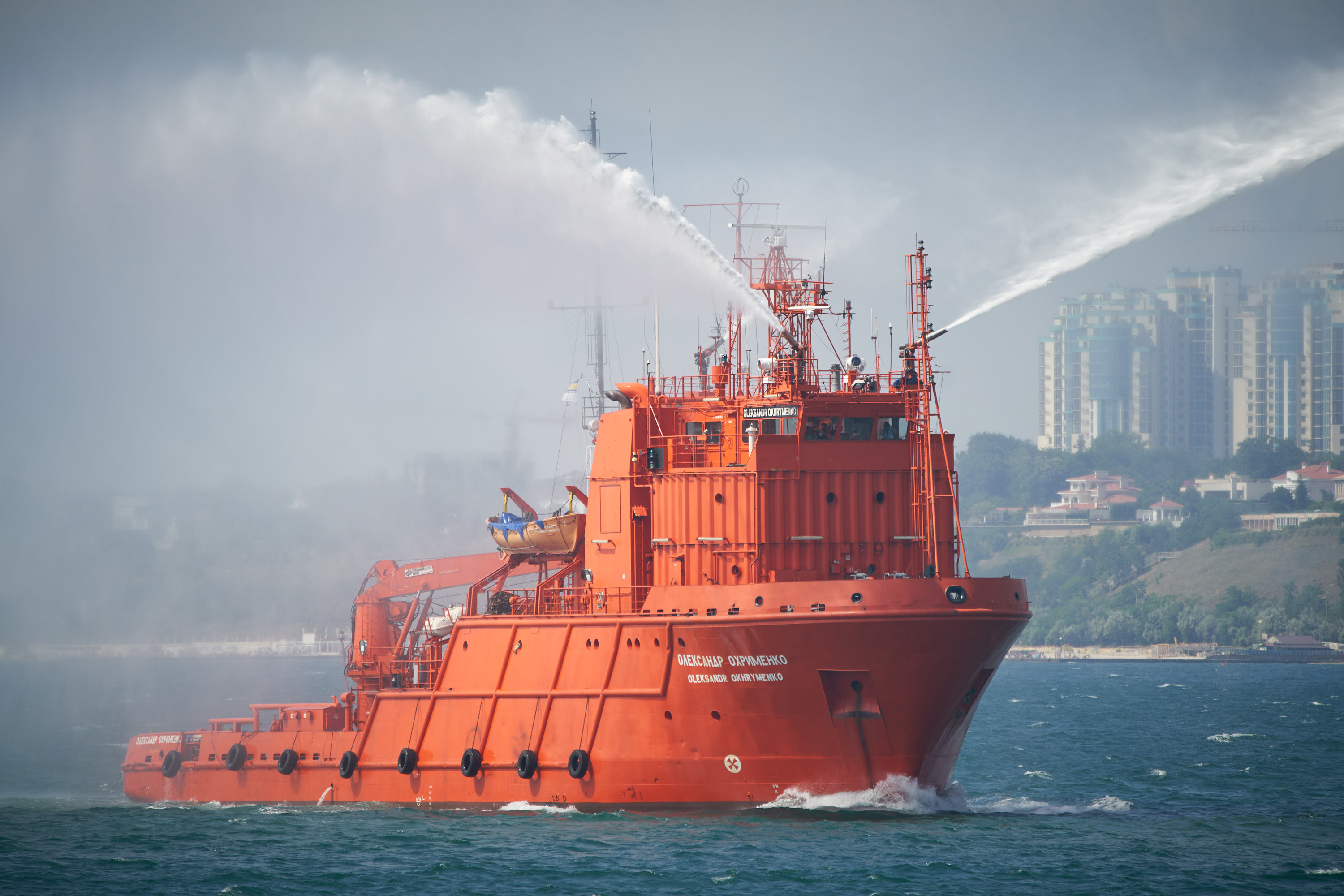
Під час святкування дня ВМСУ у Одесі

Наказом Міністра оборони України від 18 жовтня 2019 року № 539 було зараховано до складу українських ВМС ЗС України.
13 листопада 2019 року в урочистій обстановці судно було прийнято до складу ВМС ЗС України.

### 2020
З кінця травня до 5 червня 2020 року у визначеному районі акваторії Чорного моря екіпаж пошуково-рятувального судна «Олександр Охрименко» відпрацьовував заходи із забезпечення державних випробувань комплексу крилатих ракет наземного базування «Нептун». Серед основних завдань, що стояли перед військовими моряками, було закриття району, встановлення мішені, пошуково-рятувальне та медичне забезпечення ходу випробувань у морі. Також під час виходу в море на борту судна перебувала група аварійного-рятувального загону з метою ліквідації будь-яких аварійних ситуацій.

### 2021
28 травня 2021 року зайшов на ремонт та дообладнання до ССЗ «Нібулон». Серед іншого, судно отримало новий колір — було пофарбовано в сірий, що відповідає кольору інших кораблів та суден ВМС України.
Наприкінці липня судно завершило ремонт та протягом двох діб в акваторії Південного Бугу екіпаж відпрацьовував низку залікових навчань з метою підвищення бойового і професійного рівня особового складу, також було перевірено роботу головних двигунів та спеціального обладнання.
Після повернення в пункт постійної дислокації судно почало підготовку до участі в міжнародному навчанні «Дайв-2021», які проходитимуть в місті Констанца у Румунії з 1 по 6 серпня 2021 року. Зведений підрозділ ВМС ЗС України на борту пошуково-рятувального судна «Олександр Охрименко» прибув до Румунії для участі в міжнародних навчаннях «Дайв-2021».
А з 29 серпня 2021 судно знов пішло на продовження ремонту